# Pillaton
 (septembre 2023).
Pillaton est une paroisse civile et un village des Cornouailles, en Angleterre.